# Protipehotna mina
Protipehotna mina je naprava, postavljena pod površino tal, na tla ali v bližino tal ali drugih površin, katerih namen je, da se razletijo ali eksplodirajo zaradi navzočnosti, bližine ali dotika z osebo ali vozilom.
Prvič so bile protipehotne mine uporabljene leta 1880, toda največji obseg uporabe so doživele med drugo svetovno vojno in pozneje. Ocenjuje se, da je bilo od začetka prve svetovne vojne do danes položenih okoli 400 milijonov protipehotnih min, od katerih jih je še med 85 in 110 milijoni neodkritih in tako nevarnih. Za onesposobitev oz. uničenje vseh takih min bi po ocenah OZN potrebovali 1.100 let in dodatnih 33 milijard ameriških dolarjev. 
S podpisom Konvencije o prepovedi uporabe, kopičenja zalog, proizvodnje in prenosa protipehotnih min in o njihovem uničenju decembra 1997 se je večina držav odpovedala tej vrsti orožja.